# Reboksetyna
Reboksetyna (Reboxetinum) – organiczny związek chemiczny, pochodna morfoliny będąca silnym, selektywnym inhibitorem wychwytu zwrotnego noradrenaliny (NRI). Stosowana w leczeniu ciężkich depresji oraz niektórych zaburzeń lękowych. W niewielkim, lecz klinicznie istotnym stopniu wpływa na zwrotny wychwyt serotoniny i dopaminy, co jest przyczyną występowania niekorzystnych efektów ubocznych. Nie ma znaczącego powinowactwa do receptorów adrenergicznych oraz muskarynowych. Efekt terapeutyczny pojawia się po ok. 10–20 dniach stosowania.
Jako substancja hamująca wychwyt zwrotny noradrenaliny, reboksetyna wykazuje aktywność w profilaktyce i leczeniu przewlekłego bólu.
Analiza badań klinicznych wykazała, że reboksetyna nie jest znacząco lepsza od placebo w leczeniu depresji i znacząco gorsza od selektywnych inhibitorów zwrotnego wychwytu serotoniny. Analiza ta oparta została w ¾ na danych nieopublikowanych przez producenta, firmę Pfizer. W USA reboksetyna nie została dopuszczona do sprzedaży.
Preparaty dostępne handlowo są mieszaniną racemiczną izomerów (S,S) i (R,R). W tej formie reboksetyna może wywoływać interakcje z innymi lekami oraz powodować niepożądane efekty uboczne. Izomer o konfiguracji (S,S) jest >5 razy bardziej skuteczny w hamowaniu wychwytu zwrotnego noradrenaliny w porównaniu do mieszaniny racemicznej, wykazuje też znacznie mniej efektów ubocznych. (S,S)-Reboksetyna wykazuje znacznie wyższą selektywność w interakcji z receptorami noradrenaliny niż serotoniny (12770×) niż mieszanina racemiczna (81×). Natomiast (R,R)-reboksetyna ma selektywność odwrotną, wyższą do receptorów serotoniny, niższą do receptorów noradrenaliny (15×).
Preparaty:
- Edronax tabl. 4 mg x20 tbl / Pharmacia & Upjohn